# Rådasjöns naturreservat
Rådasjöns naturreservat är ett naturreservat beläget i Råda socken i Härryda kommun och Fässbergs socken i Mölndals kommun i Västergötland.
Reservatet har funnits sedan 2006 och ligger runt Rådasjön mellan Mölndal, Mölnlycke och Pixbo. Nära sjön finns hagmarkar, ädellövskogar och biologiskt rik alsumpskog. Området runt Mölnlycke är känt för sina stora mängder vitsippor och är ett uppskattat rekreationsområde för närboende.

## Galleri

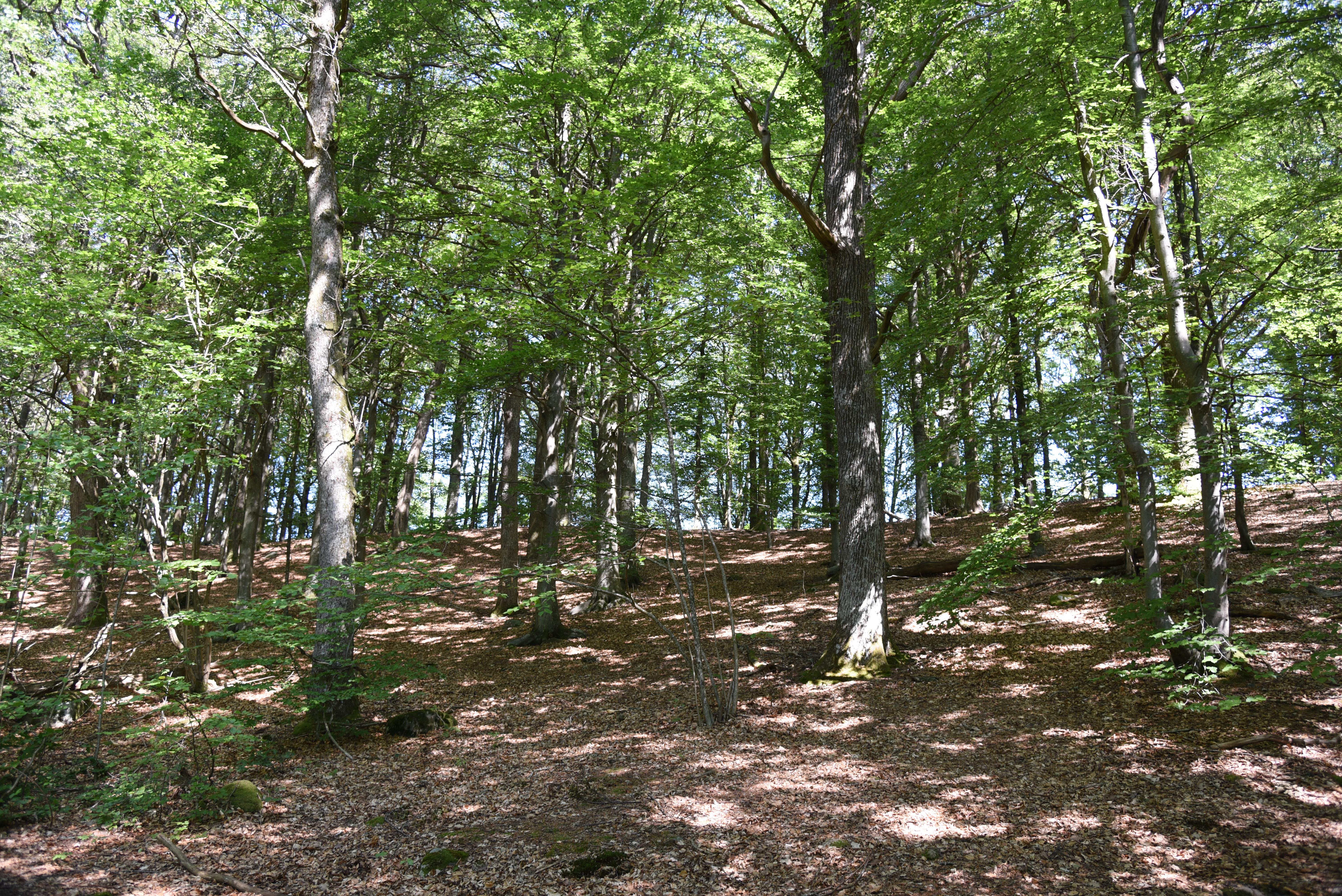
Skog i Rådasjöns naturreservat.
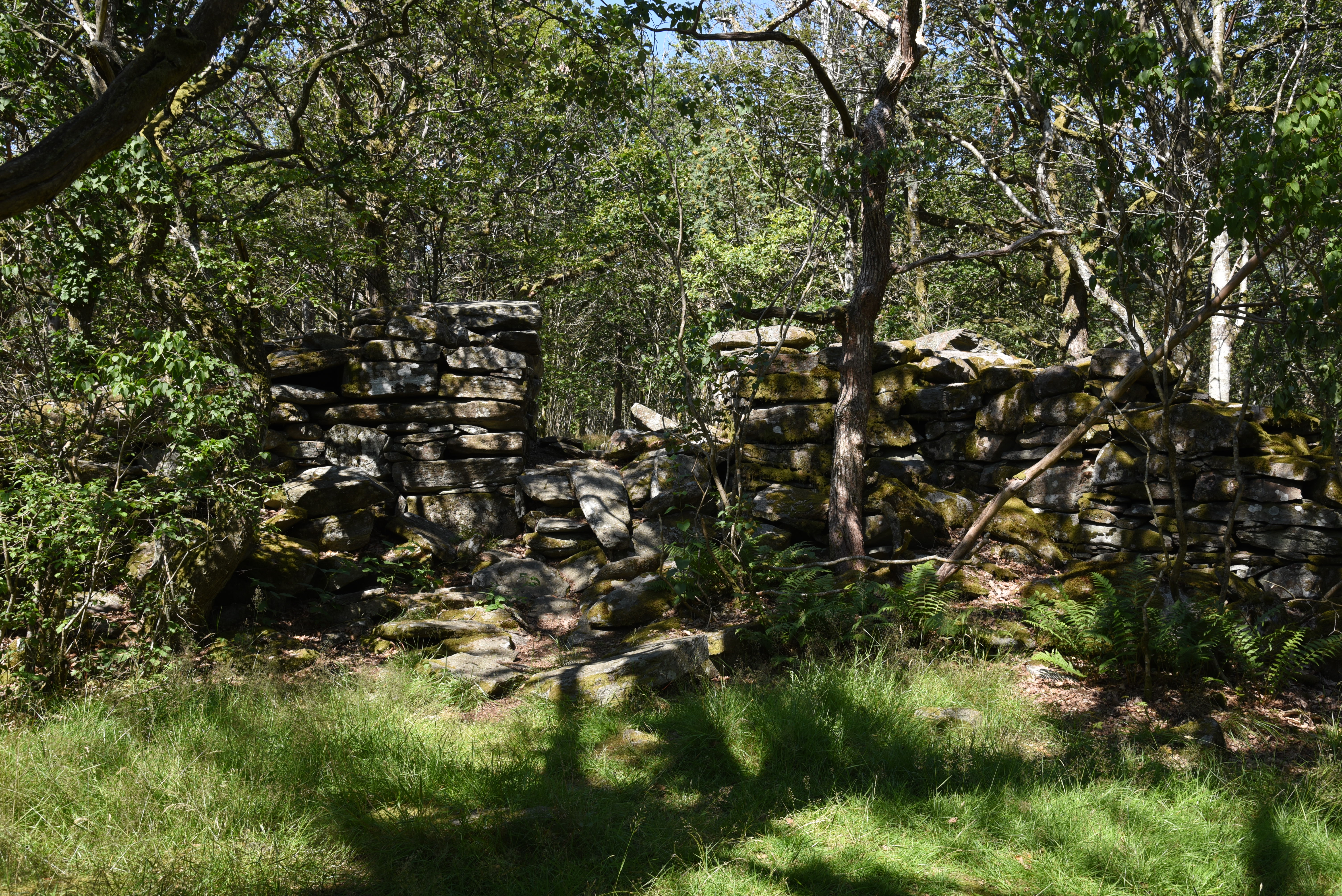
Ruinen på Labbera.
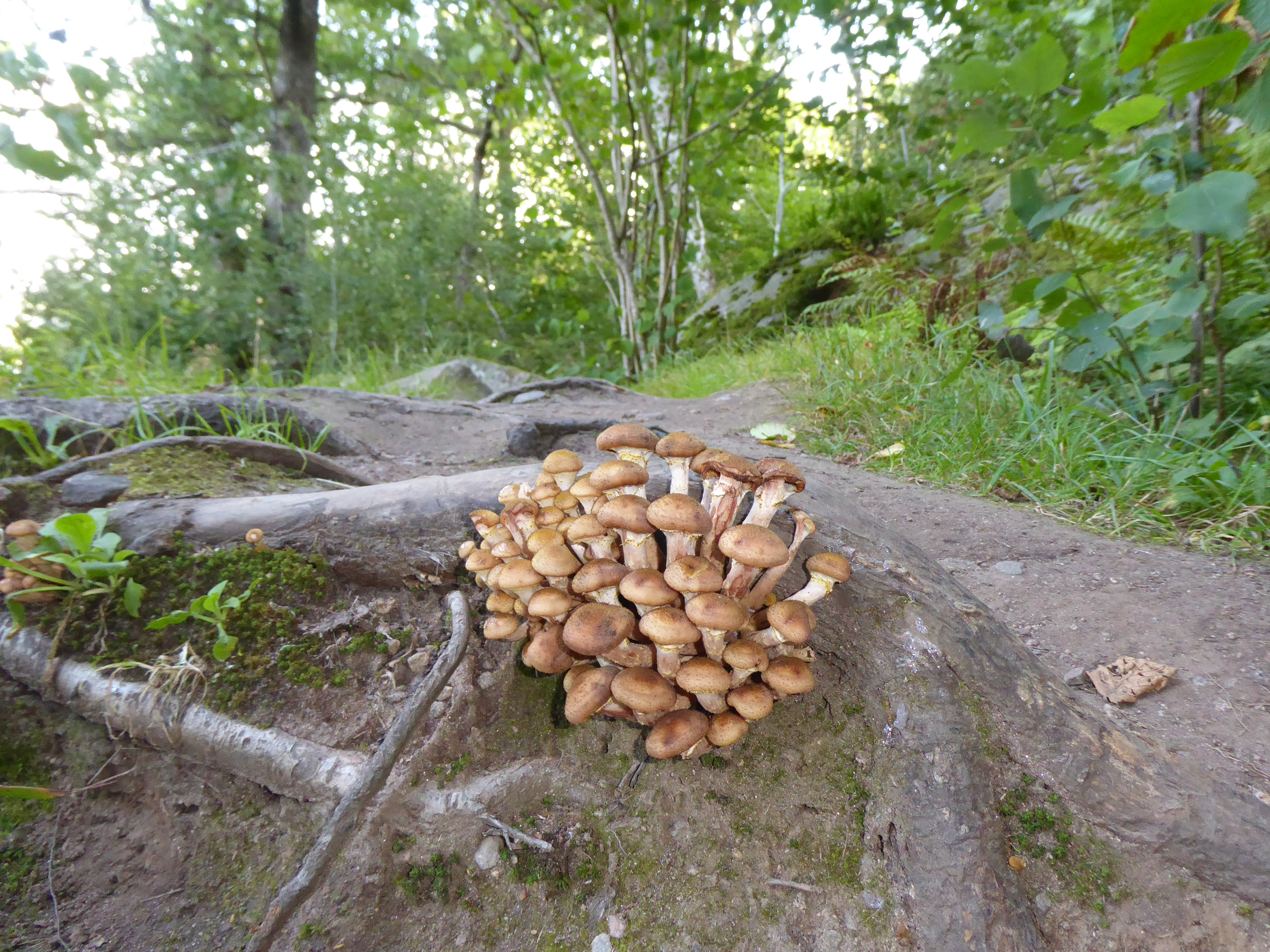
Honungsskivling på 12-km-slingan runt Rådasjön den 25 augusti 2021.
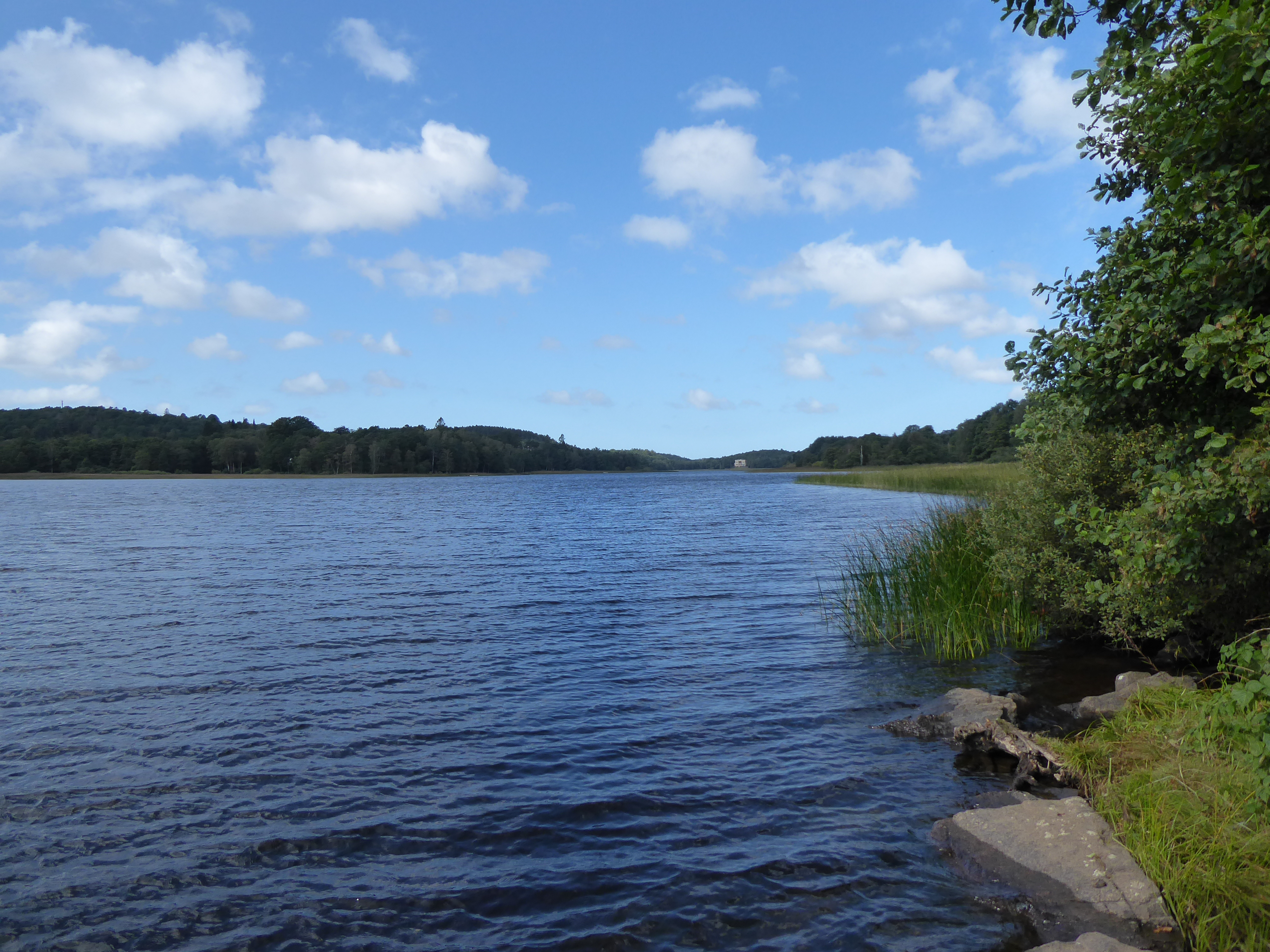
Rådasjön från sydöst riktning västerut den 25 augusti 2021.